# Нуренер
Нурене́р (рос. Нуренер, марій. Нурэҥер) — присілок у складі Новотор'яльського району Марій Ел, Росія. Входить до складу Чуксолинського сільського поселення.
Стара назва — Нуренгер.

## Населення
Населення — 13 осіб (2010; 8 у 2002).
Національний склад (станом на 2002 рік):
- лучні марійці — 100 %